# Banahaoa bayokana
Banahaoa bayokana är en insektsart som beskrevs av Sadao Takagi 2003. Banahaoa bayokana ingår i släktet Banahaoa och familjen pansarsköldlöss.
Artens utbredningsområde är Filippinerna. Inga underarter finns listade i Catalogue of Life.